# Fakulteta za kulturološke vede v Münchnu
Fakulteta za kulturološke vede v Münchnu (nemško Fakultät für Kulturwissenschaften) je fakulteta, ki deluje v okviru Univerze v Münchnu.
Trenutni dekan je Klaus Vollmer.